# Rejon połocki
Rejon połocki (biał. По́лацкі раё́н, Połacki rajon, ros. По́лоцкий райо́н, Połockij rajon) – rejon w północnej Białorusi, w obwodzie witebskim.

## Geografia
Rejon połocki ma powierzchnię 3137,78 km². Lasy zajmują powierzchnię 1786,16 km², bagna 138,50 km², obiekty wodne 147,15 km².

## Demografia
Miasta: Połock (108 tys.), Nowopołock (82,3 tys.) Wsie: Farynów
Liczba ludności (bez miast):
- 1998: 33 800
- 2004: 30 000
- 2006: 28 600
- 2008: 27 200